# Volt Pays-Bas
Volt Pays-Bas (en néerlandais : Volt Nederland) est un parti politique social-libéral néerlandais. Il s'agit d'une branche de Volt Europa, un mouvement politique qui opère au niveau européen.

## Historique
En partie grâce à un financement participatif, Volt Pays-Bas est créé à Utrecht, le 23 juin 2018, avec Reinier van Lanschot comme président.

## Résultats électoraux

### Élections européennes de 2019
Les élections européennes de 2019 sont les premières élections auxquelles Volt participe. Le parti a obtenu 106 004 voix aux Pays-Bas, trop peu pour obtenir un siège. Le parti a reçu la plupart de ses votes dans les villes universitaires, comme Amsterdam, Leiden, Utrecht et Wageningen. Bien que la branche néerlandaise de Volt n'ait pas pu obtenir de siège au Parlement européen, elle est actuellement représentée par la branche allemande de Volt ayant remporté quant à elle un siège.

### Élections législatives de 2021
Le 25 octobre 2020, le parti a adopté sa liste de candidats, avec Laurens Dassen en tête de liste, en vue des élections législatives de 2021. Au début de 2021, le Conseil électoral a annoncé la participation de Voltdans vingt circonscriptions électorales. Les sondages d'opinion nationaux excluaient généralement le parti, ce jusqu'à six semaines avant les élections. Un certain nombre de sondages, dans les jours précédant le jour du scrutin, prévoyaient que Volt Pays-Bas allait remporter jusqu'à trois sièges. Volt a finalement remporté 2,4 % des voix, leur meilleure performance nationale dans toutes les élections à ce jour, et trois sièges, marquant leur première entrée dans une législature nationale,. Le 31 mars 2021, dans la Seconde Chambre des États généraux, les trois sièges de Volt sont occupés par Laurens Dassen, Nilüfer Gündoğan et Marieke Koekkoek,,.

### Élections municipales de 2022
Le parti prend part aux élections municipales de 2022 dans 10 communes et remporte au total 51 823 voix et 20 sièges de conseillers municipaux sur les 8 237 en jeu.

### Élections provinciales et sénatoriales de 2023
En mars 2023, le parti présente des listes dans 8 des 12 provinces dans le cadre des élections provinciales. Les différentes listes remportent alors 3% des suffrages exprimés au niveau national et 11 des 572 sièges en jeu.
Au cours des élections sénatoriales du 30 mai, le parti remporte 2 des 75 sièges de la Première Chambre des États généraux.

## Résultats électoraux

### Législatives
| Année | Voix    | %    | Rang | Mandats |
| ----- | ------- | ---- | ---- | ------- |
| 2021  | 252 480 | 2,42 | 11e  | 3 / 150 |
| 2023  | 178 802 | 1,71 | 14e  | 2 / 150 |